# Unternehmen Mafia – Italiens korrupte Wirtschaftsmacht
Unternehmen Mafia – Italiens korrupte Wirtschaftsmacht ist ein deutscher Dokumentarfilm von Antje Pieper für das ZDF-Studio Rom, über die ’Ndrangheta, Cosa Nostra und Camorra.

## Handlung
Die Dokumentation bietet einen Einblick in illegale Aktivitäten der ’Ndrangheta im mittlerweile nördlichen Italien wie Ligurien sowie in ihrer Geburtsstätte namens Kalabrien. Themen sind unter anderem der interne Machtkampf zweier Clans aus San Luca und die umstrittene geplante Brücke Ponte sullo Stretto di Messina, in deren Bau die ’Ndrangheta involviert ist. Des Weiteren geht es um die Schutzgelderpressung durch die Cosa Nostra auf Sizilien und auch um Giuseppa „Giusy“ Vitale, die offiziell als eine der ersten weiblichen Bosse einen Mafia-Clan aus Partinico anführte nach dem ihre Brüder inhaftiert wurden und sie selbst später zur Kronzeugin wurde. Auch die durch die Camorra kontrollierte illegale Müllentsorgung in Kampanien ist ein Thema in diesem Dokumentarfilm.